# Leprechaunus cornutus
Leprechaunus cornutus är en insektsart som beskrevs av Capener 1953. Leprechaunus cornutus ingår i släktet Leprechaunus och familjen hornstritar. Inga underarter finns listade i Catalogue of Life.